# Brezovica Petrovska
Brezovica Petrovska és una localitat al municipi de Petrovsko (Comtat de Krapina-Zagorje, Croàcia) a una altitud de 389 msnm a 67,1 km de la capital nacional, Zagreb. Al cens del 2011 el total de població de la localitat era de 115 habitants.